# Клубничная
Клубничная — станция в Убинском районе Новосибирской области. Входит в состав Борисоглебского сельсовета.

## География
Площадь станции — 11 гектаров.

## Население
| 2002 | 2007 | 2010 |
| ---- | ---- | ---- |
| 174  | ↗182 | ↘106 |

## Инфраструктура
На станции по данным на 2007 год функционирует 1 учреждение здравоохранения.